# 鹿児島市立石谷小学校
鹿児島市立石谷小学校（かごしましりついしだにしょうがっこう）は、鹿児島県鹿児島市石谷町にある公立小学校。1878年（明治13年）寺小屋から小学校に改名。

## 概要
1878年に寺小屋として伊集院郷石谷村に設置され、その後1885年には石谷簡易小学校と改称しさらに1890年には石谷尋常小学校とされる。その後1914年には石谷実業補習学校を併設した。1941年には国民学校令施行により石谷国民学校と改める。第二次世界大戦終了後学校教育法が施行され上伊集院村立石谷小学校と改め、1960年には上伊集院村が町制施行した為、松元町立石谷小学校、その後2004年には鹿児島市へ合併したため鹿児島市立石谷小学校となり現在に至る。
現在の生徒数は200名であり、1学年2学級となっている。また、石谷児童クラブが敷地内に併設されている。

## 沿革
- 1878年（明治13年） - 寺小屋を小学校と改名[1]
- 1885年（明治20年） - 石谷簡易小学校と改名
- 1890年（明治25年） - 石谷尋常小学校と改称
- 1914年（大正4年） - 石谷実業補習学校を併設
- 1929年（昭和4年） - 創立50周年記念式典祝賀式
- 1941年（昭和16年） - 石谷国民学校と改名
- 1947年（昭和22年） - 上伊集院村立石谷小学校と改名
- 1954年（昭和29年） - 創立75周年記念式典挙行
- 1960年（昭和35年） - 上伊集院村が町制施行し、松元町となったのに伴い、松元町立石谷小学校と改名
- 1970年（昭和45年） - 旧校舎閉鎖・新校舎へ移転
- 1979年（昭和54年） - 創立百周年記念式典
- 2004年（平成16年） - 松元町が鹿児島市に編入されたことに伴い鹿児島市立石谷小学校に改名

## 生徒数
以下の生徒数遷移表は『松元町閉町記念誌』23頁の記述に基づく。
凡例
|  | 生徒数（人） |

| 1960年 | 262 |  |
| 1965年 | 192 |  |
| 1970年 | 138 |  |
| 1975年 | 122 |  |
| 1980年 | 210 |  |
| 1985年 | 320 |  |
| 1989年 | 355 |  |
| 1994年 | 311 |  |
| 1999年 | 285 |  |
| 2004年 | 213 |  |

## 通学区域
- 石谷町の一部を除いた全域[3]

## 関係者

### 卒業生
- 肥後かおり - プロゴルファー